# Blaisy-Bas
Blaisy-Bas est une commune française située dans le département de la Côte-d'Or, en région Bourgogne-Franche-Comté.

## Géographie
Blaisy-Bas se situe à environ 26 kilomètres à vol d'oiseau à l'ouest du centre de Dijon, à proximité de la limite entre les arrondissements de Dijon et de Montbard. Les sources de la Seine se trouvent à environ 12,5 km plus au nord.
Le territoire communal se trouve dans le relief du seuil de Bourgogne, au sud du mont Tasselot. Y coulent de petites rivières qui forment en aval l'Oze, affluent de la Brenne, dans le bassin fluvial de la Seine.

### Accès
La commune est desservie par la route départementale D 7 et ses annexes. Elle bénéficie d'une gare SNCF sur la ligne entre Dijon à l'est et Alise-Sainte-Reine en nord-ouest. Le tunnel de Blaisy-Bas de 4 100 m date du milieu du XIXe siècle, et voit passer les TGV Paris-Dijon.

### Climat
Pour des articles plus généraux, voir Climat de la Bourgogne-Franche-Comté et Climat de la Côte-d'Or.
En 2010, le climat de la commune est de type climat des marges montargnardes, selon une étude du Centre national de la recherche scientifique s'appuyant sur une série de données couvrant la période 1971-2000. En 2020, Météo-France publie une typologie des climats de la France métropolitaine dans laquelle la commune est exposée à un climat océanique altéré et est dans la région climatique  Bourgogne, vallée de la Saône, caractérisée par un bon ensoleillement (1 900 h/an), un été chaud (18,5 °C), un air sec au printemps et en été et des vents faibles. 
Pour la période 1971-2000, la température annuelle moyenne est de 10,1 °C, avec une amplitude thermique annuelle de 17 °C. Le cumul annuel moyen de précipitations est de 947 mm, avec 12,9 jours de précipitations en janvier et 8,5 jours en juillet. Pour la période 1991-2020, la température moyenne annuelle observée sur la station météorologique de Météo-France la plus proche, « Saint-Martin-du-M », sur la commune de Saint-Martin-du-Mont à 8 km à vol d'oiseau, est de 9,9 °C et le cumul annuel moyen de précipitations est de 938,1 mm,. Pour l'avenir, les paramètres climatiques de la commune estimés pour 2050 selon différents scénarios d'émission de gaz à effet de serre sont consultables sur un site dédié publié par Météo-France en novembre 2022.

## Urbanisme

### Typologie
Au 1er janvier 2024, Blaisy-Bas est catégorisée bourg rural, selon la nouvelle grille communale de densité à 7 niveaux définie par l'Insee en 2022.
Elle est située hors unité urbaine. Par ailleurs la commune fait partie de l'aire d'attraction de Dijon, dont elle est une commune de la couronne,. Cette aire, qui regroupe 333 communes, est catégorisée dans les aires de 200 000 à moins de 700 000 habitants,.

### Occupation des sols
L'occupation des sols de la commune, telle qu'elle ressort de la base de données européenne d’occupation biophysique des sols Corine Land Cover (CLC), est marquée par l'importance des territoires agricoles (48,7 % en 2018), en diminution par rapport à 1990 (50,4 %). La répartition détaillée en 2018 est la suivante : forêts (46,8 %), prairies (35,3 %), zones agricoles hétérogènes (9,5 %), zones urbanisées (4,6 %), terres arables (3,8 %). L'évolution de l’occupation des sols de la commune et de ses infrastructures peut être observée sur les différentes représentations cartographiques du territoire : la carte de Cassini (XVIIIe siècle), la carte d'état-major (1820-1866) et les cartes ou photos aériennes de l'IGN pour la période actuelle (1950 à aujourd'hui).

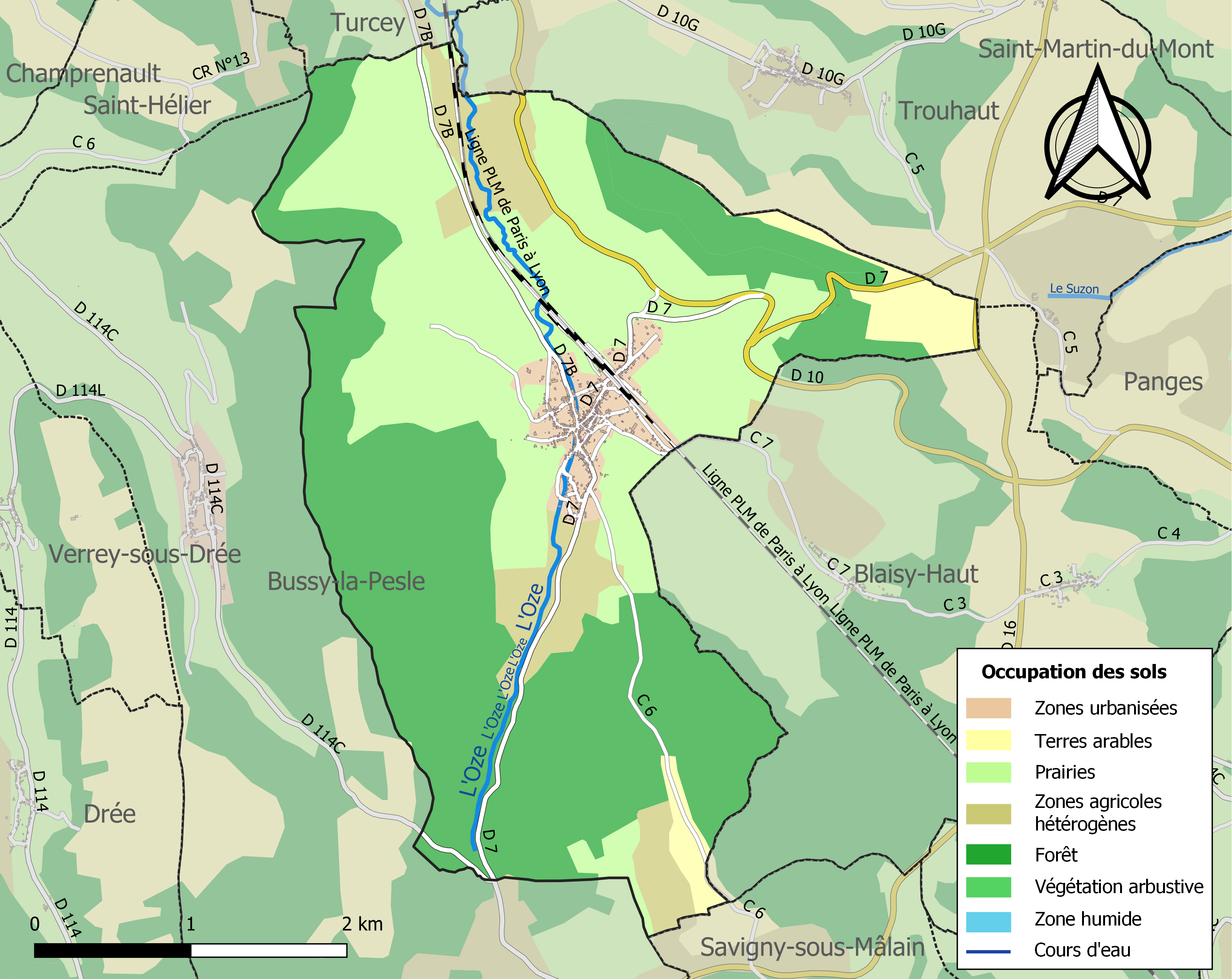
Carte des infrastructures et de l'occupation des sols de la commune en 2018 (CLC).

## Histoire
Blaisy-Bas ou Blaisy-la-Ville, les deux noms furent utilisés à une époque reculée. Le nom viendrait du mot celte Blays désignant le loup (lieu fréquenté par…).
Si le nom est cité dans l'histoire au IXe siècle, au XIVe siècle le village appartenait pour moitié aux Crecey, pour l'autre moitié aux Blaisy.
L'existence d'un maire est connue dès le XIIe siècle ; au XVIIe siècle, on cite un chirurgien, un recteur des écoles.
Son église fut probablement construite à la fin du XVe ou début du XVIe siècle, puis remaniée aux deux siècles suivants. Son mobilier liturgique est très intéressant. À noter son cadran solaire de 1661.
Vers 1840, la construction du chemin de fer de Paris à Lyon est envisagée. L'ingénieur Henry Darcy persuade les politiques de faire passer le tracé par Dijon en empruntant la vallée de l'Oze. Ce choix favorisera le développement économique de Blaisy-Bas. La construction du tunnel de 4 100 m de long (alors le plus long d'Europe) se fera sous le « Toit du monde occidental » cher à Henri Vincenot. Les travaux s'étaleront sur 4 ans et la population comptera plus de 2 000 habitants. Un hôpital sera ouvert.
Au XXIe siècle, Blaisy se trouve à 22 minutes de Dijon et bénéficie de 12 liaisons ferroviaires par jour. Plus de 600 habitants y vivent. Plusieurs corporations d'artisans ou de commerçants s'y trouvent, dont une entreprise groupant 60 ouvriers.
L'avion Couzinet 33 Biarritz, quadriplace de grand tourisme, fait son premier vol le 25 novembre 1931. Le Biarritz n°2 est équipé de nouveaux moteurs plus puissants et réalise toute une série de liaisons en Europe et en Afrique notamment un Paris-Moscou avec Pierre Cot, le ministre de l'Air, plusieurs vols en Afrique dont un aux îles du Cap-Vert. Au retour d'Afrique du Nord, il s'écrase à Blaisy-Bas le 30 octobre 1933 vers 10 h 15 sur la crête boisée qui domine la gare, sans doute à cause du brouillard. Le pilote Charles de Verneilh Puyraseau et le mécanicien Le Bas seront tués, le radio Goulmy est blessé.

## Politique et administration
| Période                                  | Période   | Identité       | Étiquette | Qualité                                                 |
| ---------------------------------------- | --------- | -------------- | --------- | ------------------------------------------------------- |
| mars 1970                                | mars 2001 | Pierre Frelet  |           |                                                         |
| mars 2001                                | mars 2008 | François Louet | DVD       |                                                         |
| mars 2008                                | En cours  | Alain Lamy     | DVD       | Chef d'entreprise, conseiller départemental depuis 2021 |
| Les données manquantes sont à compléter. |           |                |           |                                                         |

## Démographie
L'évolution du nombre d'habitants est connue à travers les recensements de la population effectués dans la commune depuis 1793. Pour les communes de moins de 10 000 habitants, une enquête de recensement portant sur toute la population est réalisée tous les cinq ans, les populations de référence des années intermédiaires étant quant à elles estimées par interpolation ou extrapolation. Pour la commune, le premier recensement exhaustif entrant dans le cadre du nouveau dispositif a été réalisé en 2007.

En 2022, la commune comptait 664 habitants, en évolution de −3,07 % par rapport à 2016 (Côte-d'Or : +0,82 %, France hors Mayotte : +2,11 %).
| 1793 | 1800 | 1806 | 1821 | 1831 | 1836 | 1841 | 1846 | 1851 |
| ---- | ---- | ---- | ---- | ---- | ---- | ---- | ---- | ---- |
| 586  | 450  | 420  | 443  | 470  | 475  | 483  | 703  | 636  |

| 1856 | 1861 | 1866 | 1872 | 1876 | 1881 | 1886 | 1891 | 1896 |
| ---- | ---- | ---- | ---- | ---- | ---- | ---- | ---- | ---- |
| 544  | 560  | 526  | 491  | 500  | 505  | 501  | 511  | 536  |

| 1901 | 1906 | 1911 | 1921 | 1926 | 1931 | 1936 | 1946 | 1954 |
| ---- | ---- | ---- | ---- | ---- | ---- | ---- | ---- | ---- |
| 491  | 535  | 546  | 514  | 483  | 504  | 513  | 497  | 508  |

| 1962 | 1968 | 1975 | 1982 | 1990 | 1999 | 2006 | 2007 | 2012 |
| ---- | ---- | ---- | ---- | ---- | ---- | ---- | ---- | ---- |
| 473  | 470  | 601  | 469  | 575  | 587  | 679  | 692  | 712  |

| 2017 | 2022 | - | - | - | - | - | - | - |
| ---- | ---- | - | - | - | - | - | - | - |
| 669  | 664  | - | - | - | - | - | - | - |

## Culture locale et patrimoine

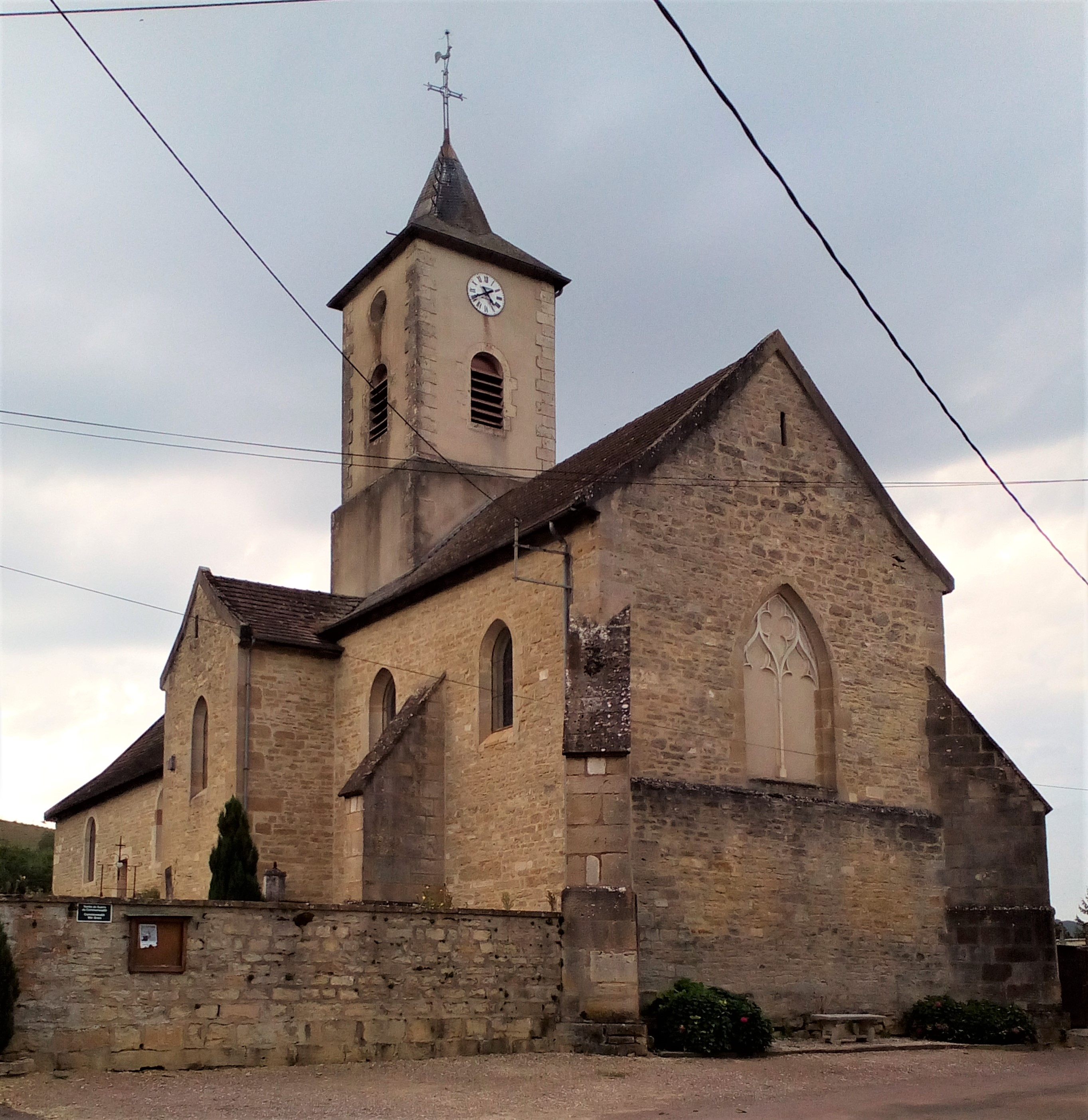
L'église Saint-Rémi de Blaisy-Bas.

### Lieux et monuments
L'église paroissiale Saint-Rémi.

### Personnalités liées à la commune
- Louis Calaferte (1928-1994), écrivain français, y habitera de 1985[18] à 1994.
- Guyot Bonnot, seigneur de Blaisy ; il prit possession de Blaisy le 19 mars 1479 avec l'autorisation du gouverneur de Bourgogne Charles d'Ambroise[19]. Guyot était lieutenant général du Duc Charles le Téméraire puis officier du Roi de France. Guy de Lantaiges fut son héritier. Il était le descendant de Jean Bonnot, maitre des comptes des Ducs de Bourgogne.

### Jumelages
Undenheim (Allemagne), commune de l'arrondissement de Mayence-Bingen en Rhénanie-Palatinat.

### Héraldique
| Blason | Blasonnement : D'azur au léopard d'or, armé et lampassé de gueules, surmonté d'une colombe fondante tenant en son bec la Sainte Ampoule, le tout d'argent. |